# Lufttransportbegleiter
Lufttransportbegleiter sind „Flugbegleiter“ der deutschen Luftwaffe in der Dienstgradgruppe der Unteroffiziere mit Portepee (Feldwebel). Neben den normalen Aufgaben, die die Flugbegleiter privater Airlines übernehmen, sind sie in der Lage, in besonderen Gefahrensituationen in der Luft und am Boden entsprechend zu reagieren. Primär umfasst ihr Aufgabenbereich jedoch das Gewährleisten von Sicherheit und Wohlergehen ihrer Fluggäste.
Es arbeiten insgesamt etwa 130 Lufttransportbegleiter bei der Flugbereitschaft des Bundesministeriums der Verteidigung (Stand 2013).

## Einsatzgebiete
Ihre weltweiten Einsätze lassen sich in die folgenden Einsatzgruppen einteilen:
- Truppentransporte, primär in die Einsatzgebiete der Soldaten
- VIP-Einsätze: Der Transport von wichtigen Personen wie Politikern
- Evakuierungsflüge (MedEvac-Flüge): Transport von Verletzten aus Krisengebieten

## Ausbildung
Die Ausbildung zum Lufttransportbegleiter kann bis zu einem Jahr dauern. Nach der Grundausbildung und einer etwa einen Monat dauernden Schulung bei einer privaten Fluggesellschaft folgen besondere, auf ihre Tätigkeit zugeschnittene Lehrgänge. Diese weisen sie zum Beispiel in das Ausüben von Erster Hilfe oder das Feuerlöschen im Flugzeug ein. Nach der Ausbildung und dann einmal jährlich findet ein sogenannter Checkflug statt, bei dem das Wissen der Lufttransportbegleiter geprüft wird.
Die Tätigkeit ist nur möglich für Soldaten auf Zeit. Bei Fach-Unteroffizier/ -Unteroffizierinnen mit einer Dienstzeit 12 Jahren und bei Feldwebeln mit einer Dienstzeit von 8 bis 13 Jahren.